# فريدريك لودفيغ
فريدريك لودفيغ (بالألمانية: Friedrich Ludwig)‏ هو رسام ألماني، ولد في 25 أكتوبر 1895 في Wieslet ‏ في ألمانيا، وتوفي في 22 يناير 1970 في Inn Salzach Clinic ‏ في ألمانيا.